# Albatana
Albatana – gmina w Hiszpanii, w prowincji Albacete, w Kastylii-La Mancha, o powierzchni 30,52 km². W 2011 roku gmina liczyła 782 mieszkańców.